# Burg Kälbertshausen
Die Burg Kälbertshausen ist eine abgegangene Höhenburg bei 330 m ü. NN auf einer Höhe beim „Grafenweg“ nördlich von Kälbertshausen, einem Ortsteil der Gemeinde Hüffenhardt im Neckar-Odenwald-Kreis in Baden-Württemberg.
Von der Entstehungszeit und dem genauen Burgentyp ist nichts bekannt. Ehemalige Ortsherren von Kälbertshausen waren die Herren von Weinsberg, die Herren von Gemmingen und die Herren von Helmstatt, sowie die Herren von Talheim und die Horneck von Hornberg.